# Speedy Thompson
Alfred Bruce "Speedy" Thompson (Monroe (North Carolina), 3 april 1926 - Charlotte (North Carolina), 2 april 1972) was een Amerikaans autocoureur. Hij reed tussen 1950 en 1962 (met een eenmalige terugkeer in 1971) in de NASCAR Grand National Series.

## Carrière
Thompson reed tussen 1950 en 1962 dertien seizoenen in de NASCAR. In die periode reed hij 196 races waarvan hij er twintig won. Hij won onder meer races op de North Wilkesboro Speedway, de Martinsville Speedway, de Darlington Raceway en de Charlotte Motor Speedway. In de periode 1956-1959 werd hij vier jaar na elkaar derde in het kampioenschap. In 1962 reed hij zijn laatste races om nog één keer een comeback te maken in 1971. Tijdens de World 600 kwalificeerde hij zich op de negende plaats uit veertig deelnemers en eindigde hij de race op de zestiende plaats.
Tijdens een race in een kleinere raceklasse op een circuit Charlotte had hij een ongeval en kwam hij om het leven. Er wordt vermoed dat een hartstilstand aan de basis lag van het ongeluk.